# Маскали
Ма̀скали (на италиански и на сицилиански Mascali) е град и община в Южна Италия, провинция Катания, автономен регион и остров Сицилия. Разположен е на 18 m надморска височина. Населението на общината е 13 864 души (към 2010 г.).
В общинската територия се намира част от вулкана Етна. Главният център на общината се намира в подножието на планината. Старото селище Маскали се е намирало по-близо до вулкана от днешното местоположение. През ноември 1928 г. силно изригване е унищожило цялото селище, което е било построено отново по-далече от планината.